# Élections générales péruviennes de 1985
Les élections générales péruvienne pour la période 1985-1990 se déroulèrent le 14 avril 1985 pour renouveler entièrement le pouvoir exécutif et le pouvoir législatif.
À l’issue de ses élections, Alan García Pérez est élu président de la République.

## Candidatures
- Alan García Pérez pour le Parti Apriste Péruvien
- Alfonso Barrantes Lingán pour la Izquierda Unida
- Luis Bedoya Reyes pour le Partido Popular Cristiano
- Javier Alva Orlandini pour Acción Popular
- Róger Cáceres Velásquez pour FNTC
- Francisco Morales Bermúdez pour FUN

## Résultats
Alan García Pérez obtint 53,1 % des voix au premier tour, mais avec seulement 45,8 % des suffrages (50 % étaient nécessaires pour être élu au premier tour). Pour cette raison, un second tour devait être organisé face à Alfonso Barrantes Lingán, mais ce dernier décida de ne pas se présenter. Le 1er juin García fut déclaré vainqueur et devenait président à l’âge de 36 ans. Après 60 ans d’existence, son parti accédait au pouvoir.
- Alfonso Barrantes Lingán 24,7 % ;
- Luis Bedoya Reyes 11,9 % ;
- Javier Alva Orlandini 7,3 %.